# Can Puigcarbó
Can Puigcarbó és una casa amb elements neoclàssics i eclèctics de Tiana (Maresme) protegida com a bé cultural d'interès local.

## Descripció
És un edifici civil, de tipus residencial: consta de baixos, pis -on hi ha la planta principal i l'entrada- i golfes. La casa està coberta a dos vessants amb el carener perpendicular a la façana. Pel seus elements arquitectònics i ornamentals por ésser considerada d'un pur estil neoclàssic. El seu interès recau especialment a la façana principal, amb un cos central una mica més avançat que els laterals, amb dues columnes que reforcen l'ús purament escultòric de l'ordre jònic i que a la vegada suportem un entaulament sobre el que s'aixeca un frontó semicircular sense funció estructural sinó ornamental.
Els cossos laterals presenten sengles finestres amb trenca aigües i antefixes decoratives. L'entrada principal situada darrere les columnes té una forma semicircular (còncava). Cal destacar també la gran escalinata de dues vingudes que condueix a una terrassa a l'altura del primer pis, davant l'entrada principal (especialment interessant els graons circulars de la part baixa de l'escala, que donen un cert moviment al conjunt). Altres elements arquitectònics de tipus neoclàssic són: balustrades, hídries, garlandes ornamentals, petits panells amb escultures, o grups escultòrics com el que corona l'edifici.
No està permesa l'entrada a l'edifici ni fer fotografies.